# 橄欖彎貝介
橄欖彎貝介（学名：Loxoconcha pseudolea）为彎貝介科彎貝介屬下的一个种。